# Lliga del Bon Mot
La Lliga del Bon Mot (1908-1963) fou una associació catalana que promovia el ben parlar.
Ricard Aragó i Turón (signà els seus pamflets amb el pseudònim d'Ivon l'Escop) fundà aquesta associació a Barcelona, per combatre la blasfèmia i els mots grollers. Es feu una intensa campanya pels pobles, amb mítings, cartells i un calendari. Joan Maragall li prestà suport amb entusiasme i escrigué una circular adreçada a les entitats catalanes.
A l'efecte, la Lliga del Bon Mot, comptà amb oficines i direcció general a Barcelona, un doble Comitè Central de senyores i cavallers i un cos de delegats residents en les principals poblacions. Desenvolupà llurs campanyes en diaris, edità fullets, cartells, fulles, volants; oferí premis, entregà diplomes honorífics: donà conferències en les escoles, patronats, fabriques i ateneus, promogué actes de propaganda, de cultura, religiosos i patriòtics; celebrà reunions, mítings, aplecs, etcètera, i comptà com a base econòmica, pel seu sosteniment, amb nombrosos donatius de particulars, alguns llegats i quotes voluntàries de socis protectors.
Celebrà mítings a Barcelona, Tarragona i Girona i en més de 50 poblacions de fora dels Països Catalans com ara Madrid, Valladolid, Múrcia o Pamplona.